# Чишко Валентина Михайлівна
Валентина Михайлівна Чишко (нар. 27 липня 1928, Таганрог) — українська художниця театру; член Спілки радянських художників України з 1963 року. Дружина художника Олексія Лихоліта.

## Біографія
Народилася 27 липня 1928 року в місті Таганрозі (нині Ростовська область Росії). 1951 року закінчила Харківське художнє училище; у 1957 році — Харківський художній інститут. Навчалася у Леоніда Чернова, Олексія Кокеля, Бориса Косарєва, Дмитра Овчаренка.
Мешкала в Одесі в будинку на Приморському бульварі, № 5 квартира № 4 та у будинку на Воронцовському провулку, № 1, квартира № 3.

## Творчість
Працює в галузі графіки і театрально-декораційного мистецтва. Оформила вистави:
- «Кремлівські куранти» Миколи Погодіна (1957);
- «Гамлет» Вільяма Шекспіра (1957)[1];
- «Снігуронька» Миколи Римського-Корсакова (1957);
- «Наталка Полтавка» Миколи Лисенка (1958);
- «Тарас Бульба» за Миколою Гоголем (1963);
- «Москва. Кремль» Олександра Афіногенова (1972)[1].

Авторка картини «Натюрморт з естампом» (1978).
Брала участь у республіканських та всесоюзних виставках з 1957 року.